# Vanessa Hayes
Vanessa Hayes Schutt (Santa Cruz de la Sierra, 3 de abril de 1999) es una modelo y reina de belleza boliviana. Hayes es actualmente Miss Santa Cruz 2023 y representó a Santa Cruz en el Miss Bolivia 2023 donde resultó ganadora del título Miss Internacional Bolivia 2023, participó en el certamen de belleza Miss Internacional 2023 portando el nombre de Bolivia donde llegó a alcanzar el puesto de 4ta finalista.

## Biografía
Vanessa Hayes nació en Santa Cruz de la Sierra. Es licenciada en administración de empresas e ingeniería financiera de la Universidad West Texas A&M en EEUU.

## Concursos de belleza

### Miss Santa Cruz 2023
El 13 de mayo del 2023 Vanessa Hayes compitió contra 16 candidatas en el Miss Santa Cruz 2023 donde logró obtener el título máximo y fue coronada como Miss Santa Cruz 2023, así obteniendo el derecho de representar a su departamento Santa Cruz en el Miss Bolivia 2023 llevando el título de Miss Santa Cruz.

### Miss Bolivia 2023
El evento más importante de belleza en Bolivia fue realizado el 1 de julio de 2023, Vanessa compitió contra otras 24 candidatas para poder llevarse el título de Miss Bolivia 2023. Hayes obtuvo el título de Miss Internacional Bolivia 2023.

### Miss Internacional 2023
Vanessa Hayes logró obtener entre 70 candidatas, el puesto de 4ta Finalista en Miss Internacional 2023 realizado en Tokio.
Fue 1era Finalista en Traje de Baño y Top 7 en Traje de Noche por puntajes del jurado en Miss Internacional.